# Emanuel Söderling
Emanuel Söderling, född 19 april 1806 i Skövde, död 23 januari 1853 i Göteborg, var en svensk orgelbyggare.

## Biografi
Emanuel Söderlings far var salteriinspektören och orgelbyggaren Mårten Bernhard Söderling. Han var gesäll hos orgelbyggaren Pehr Zacharias Strand i Stockholm åren 1824–1833.

## J N, E & C Söderling
Vid 1830-talets början övertog han tillsammans med bröderna Johan Nikolaus (1802–1890) och Carl Fredrik (1813–1872) faderns verkstad. Firmanamnet var J N, E & C Söderling och Johan Niklas Söderström var den ledande. Firman kom att bli den dominerande i västra och södra Sverige där man byggde över 150 större och mindre orglar. Ett tjugotal av dessa är ännu i bruk.